# Davis Cup 2023 – kvalifikační kolo
Kvalifikační kolo Davis Cupu 2023 představovalo dvanáct mezistátních tenisových zápasů hraných mezi 3. a 4. únorem, respektive 4. a 5. únorem 2023. V rámci Davis Cupu 2023 do něj nastoupilo dvacet čtyři družstev, které vytvořily dvanáct párů. Dvoudenní vzájemná mezistátní utkání se konala ve formátu domácího a hostujícího týmu do tři vítězných bodů (čtyři dvouhry a čtyřhra).
Dvanáct vítězů kvalifikačního kola postoupilo do skupinové fáze finálového turnaje hrané v září 2023. Na dvanáct poražených čekala účast v zářijové 1. světové skupině 2023. Los kvalifikačních dvojic se uskutečnil v závěru listopadu 2022 v Málaze po dohrání finále ročníku 2022. Itálie a Španělsko obdržely divoké karty přímo do finálového turnaje 2023 bez nutnosti průchodu kvalifikačním kolem.

## Přehled
Účast v kvalifikačním kole si zajistilo 24 týmů:
- 12 týmů z 3.–16. místa finále 2022 (Itálie a Španělsko obdržely divokou kartu do finále)
- 12 vítězů 1. světové skupiny 2022

| Nasazené týmy 1. Chorvatsko (1. ITF) 2. Francie (3.) 3. Spojené státy (5.) 4. Německo (6.) 5. Velká Británie (9.) 6. Srbsko (10.) 7. Kazachstán (11.) 8. Belgie (12.) 9. Švédsko (13.) 10. Nizozemsko (14.) 11. Argentina (15.) 12. Česko (17.) | Nenasazené týmy - Rakousko (18.) - Kolumbie (19.) - Chile (21.) - Jižní Korea (22.) - Maďarsko (24.) - Slovensko (27.) - Finsko (28.) - Bosna a Hercegovina (29.) - Uzbekistán (30.) - Norsko (31.) - Portugalsko (33.) - Švýcarsko (40.) |

Žebříček ITF k 28. listopadu 2022.
| Kvalifikační kolo – 3.–4. a 4.–5. února 2023 | Kvalifikační kolo – 3.–4. a 4.–5. února 2023 | Kvalifikační kolo – 3.–4. a 4.–5. února 2023 | Kvalifikační kolo – 3.–4. a 4.–5. února 2023 | Kvalifikační kolo – 3.–4. a 4.–5. února 2023 | Kvalifikační kolo – 3.–4. a 4.–5. února 2023 | Kvalifikační kolo – 3.–4. a 4.–5. února 2023 |
| Domácí                                       | výsledek                                     | hosté                                        | místo konání                                 | areál / hala                                 | povrch                                       |                                              |
| -------------------------------------------- | -------------------------------------------- | -------------------------------------------- | -------------------------------------------- | -------------------------------------------- | -------------------------------------------- | -------------------------------------------- |
| Chorvatsko [1]                               | 3–1                                          | Rakousko                                     | Rijeka                                       | Centar Zamet                                 | tvrdý (hala)                                 |                                              |
| Maďarsko                                     | 2–3                                          | Francie [2]                                  | Tatabánya                                    | Multifunctional Arena                        | tvrdý (hala)                                 |                                              |
| Uzbekistán                                   | 0–4                                          | Spojené státy [3]                            | Taškent                                      | Olympijská tenisová škola                    | tvrdý (hala)                                 |                                              |
| Německo [4]                                  | 2–3                                          | Švýcarsko                                    | Trevír                                       | Trier Arena                                  | tvrdý (hala)                                 |                                              |
| Kolumbie                                     | 1–3                                          | Velká Británie [5]                           | Cota                                         | Pueblo Viejo Country Club                    | antuka (hala)                                |                                              |
| Norsko                                       | 0–4                                          | Srbsko [6]                                   | Oslo                                         | Oslo Tennisarena                             | tvrdý (hala)                                 |                                              |
| Chile                                        | 3–1                                          | Kazachstán [7]                               | La Serena                                    | Campus Trentino                              | antuka                                       |                                              |
| Jižní Korea                                  | 3–2                                          | Belgie [8]                                   | Soul                                         | Olympijské tenisové centrum                  | tvrdý (hala)                                 |                                              |
| Švédsko [9]                                  | 3–1                                          | Bosna a Hercegovina                          | Stockholm                                    | Royal Tennis Hall                            | tvrdý (hala)                                 |                                              |
| Nizozemsko [10]                              | 4–0                                          | Slovensko                                    | Groningen                                    | MartiniPlaza                                 | tvrdý (hala)                                 |                                              |
| Finsko                                       | 3–1                                          | Argentina [11]                               | Espoo                                        | Espoo Metro Areena                           | tvrdý (hala)                                 |                                              |
| Portugalsko                                  | 1–3                                          | Česko [12]                                   | Maia                                         | Complexo Municipal de Ténis                  | antuka (hala)                                |                                              |

## Zápasy kvalifikačního kola

### Chorvatsko vs. Rakousko
| | Chorvatsko | 3 :                                                        | 1    | Rakousko |    |            |
| --- | ---------- | ---------------------------------------------------------- | ---- | -------- | -- | ---------- |
| Centar Zamet, Rijeka, Chorvatsko 4.–5. února 2023 tvrdý (hala) |            |                                                            |      |          |    |            |
| \| \| \| \| 1. \| 2. \| 3. \| \| \| -- \| \| ---------------------------------------------------------- \| ---- \| ------- \| -- \| ---------- \| \| 1. \| \| Borna Ćorić Dennis Novak \| 6 3 \| 7 5 \| \| \| \| 2. \| \| Borna Gojo Dominic Thiem \| 6 3 \| 7 62 \| \| \| \| 3. \| \| Ivan Dodig / Nikola Mektić Alexander Erler / Lucas Miedler \| 3 6 \| 611 713 \| \| \| \| 4. \| \| Borna Ćorić Dominic Thiem \| 7 63 \| 6 2 \| \| \| \| 5. \| \| Borna Gojo Dennis Novak \| \| \| \| nehrálo se \| \| \| \| \| \| \| \| \| \| \| \| \| \| \| \| \| \| \| \| \| \| \| \| \| \| \| \| \| \| \| \| \| \| \| \| \| \| \| \| \| |            |                                                            |      |          |    |            |
| |            |                                                            | 1.   | 2.       | 3. |            |
| 1. |            | Borna Ćorić Dennis Novak                                   | 6 3  | 7 5      |    |            |
| 2. |            | Borna Gojo Dominic Thiem                                   | 6 3  | 7 62     |    |            |
| 3. |            | Ivan Dodig / Nikola Mektić Alexander Erler / Lucas Miedler | 3 6  | 611 713  |    |            |
| 4. |            | Borna Ćorić Dominic Thiem                                  | 7 63 | 6 2      |    |            |
| 5. |            | Borna Gojo Dennis Novak                                    |      |          |    | nehrálo se |
| |            |                                                            |      |          |    |            |
| |            |                                                            |      |          |    |            |
| |            |                                                            |      |          |    |            |
| |            |                                                            |      |          |    |            |
| |            |                                                            |      |          |    |            |

### Maďarsko vs. Francie
| | Maďarsko | 2 :                                                               | 3    | Francie |    |  |
| --- | -------- | ----------------------------------------------------------------- | ---- | ------- | -- |  |
| Multifunctional Arena, Tatabánya, Maďarsko 3.–4. února 2023 tvrdý (hala) |          |                                                                   |      |         |    |  |
| \| \| \| \| 1. \| 2. \| 3. \| \| \| -- \| \| ----------------------------------------------------------------- \| ---- \| ---- \| -- \| \| \| 1. \| \| Zsombor Piros Benjamin Bonzi \| 7 64 \| 6 3 \| \| \| \| 2. \| \| Márton Fucsovics Ugo Humbert \| 3 6 \| 2 6 \| \| \| \| 3. \| \| Fábián Marozsán / Máté Valkusz Nicolas Mahut / Arthur Rinderknech \| 6 2 \| 7 64 \| \| \| \| 4. \| \| Márton Fucsovics Adrian Mannarino \| 6 78 \| 2 6 \| \| \| \| 5. \| \| Fábián Marozsán Ugo Humbert \| 3 6 \| 3 6 \| \| \| \| \| \| \| \| \| \| \| \| \| \| \| \| \| \| \| \| \| \| \| \| \| \| \| \| \| \| \| \| \| \| \| \| \| \| \| \| \| \| \| |          |                                                                   |      |         |    |  |
| |          |                                                                   | 1.   | 2.      | 3. |  |
| 1. |          | Zsombor Piros Benjamin Bonzi                                      | 7 64 | 6 3     |    |  |
| 2. |          | Márton Fucsovics Ugo Humbert                                      | 3 6  | 2 6     |    |  |
| 3. |          | Fábián Marozsán / Máté Valkusz Nicolas Mahut / Arthur Rinderknech | 6 2  | 7 64    |    |  |
| 4. |          | Márton Fucsovics Adrian Mannarino                                 | 6 78 | 2 6     |    |  |
| 5. |          | Fábián Marozsán Ugo Humbert                                       | 3 6  | 3 6     |    |  |
| |          |                                                                   |      |         |    |  |
| |          |                                                                   |      |         |    |  |
| |          |                                                                   |      |         |    |  |
| |          |                                                                   |      |         |    |  |
| |          |                                                                   |      |         |    |  |

### Uzbekistán vs. Spojené státy americké
| | Uzbekistán | 0 :                                                          | 4   | Spojené státy americké |    |            |
| --- | ---------- | ------------------------------------------------------------ | --- | ---------------------- | -- | ---------- |
| Olympijská tenisová škola, Taškent, Uzbekistán 3.–4. února 2023 tvrdý (hala) |            |                                                              |     |                        |    |            |
| \| \| \| \| 1. \| 2. \| 3. \| \| \| -- \| \| ------------------------------------------------------------ \| --- \| ---- \| -- \| ---------- \| \| 1. \| \| Sergej Fomin Mackenzie McDonald \| 4 6 \| 1 6 \| \| \| \| 2. \| \| Chumojun Sultanov Tommy Paul \| 1 6 \| 6 78 \| \| \| \| 3. \| \| Sandžar Fajzijev / Sergej Fomin Austin Krajicek / Rajeev Ram \| 2 6 \| 4 6 \| \| \| \| 4. \| \| Amir Milušev Denis Kudla \| 4 6 \| 4 6 \| \| \| \| 5. \| \| Chumojun Sultanov Mackenzie McDonald \| \| \| \| nehrálo se \| \| \| \| \| \| \| \| \| \| \| \| \| \| \| \| \| \| \| \| \| \| \| \| \| \| \| \| \| \| \| \| \| \| \| \| \| \| \| \| \| |            |                                                              |     |                        |    |            |
| |            |                                                              | 1.  | 2.                     | 3. |            |
| 1. |            | Sergej Fomin Mackenzie McDonald                              | 4 6 | 1 6                    |    |            |
| 2. |            | Chumojun Sultanov Tommy Paul                                 | 1 6 | 6 78                   |    |            |
| 3. |            | Sandžar Fajzijev / Sergej Fomin Austin Krajicek / Rajeev Ram | 2 6 | 4 6                    |    |            |
| 4. |            | Amir Milušev Denis Kudla                                     | 4 6 | 4 6                    |    |            |
| 5. |            | Chumojun Sultanov Mackenzie McDonald                         |     |                        |    | nehrálo se |
| |            |                                                              |     |                        |    |            |
| |            |                                                              |     |                        |    |            |
| |            |                                                              |     |                        |    |            |
| |            |                                                              |     |                        |    |            |
| |            |                                                              |     |                        |    |            |

### Německo vs. Švýcarsko
| | Německo | 2 :                                                      | 3    | Švýcarsko |     |  |
| --- | ------- | -------------------------------------------------------- | ---- | --------- | --- |  |
| Trier Arena, Trevír, Německo 3.–4. února 2023 tvrdý (hala) |         |                                                          |      |           |     |  |
| \| \| \| \| 1. \| 2. \| 3. \| \| \| -- \| \| -------------------------------------------------------- \| ---- \| ---- \| --- \| \| \| 1. \| \| Oscar Otte Marc-Andrea Hüsler \| 6 2 \| 2 6 \| 4 6 \| \| \| 2. \| \| Alexander Zverev Stan Wawrinka \| 6 4 \| 6 1 \| \| \| \| 3. \| \| Andreas Mies / Tim Pütz Dominic Stricker / Stan Wawrinka \| 63 7 \| 6 3 \| 6 4 \| \| \| 4. \| \| Alexander Zverev Marc-Andrea Hüsler \| 2 6 \| 64 7 \| \| \| \| 5. \| \| Daniel Altmaier Stan Wawrinka \| 3 6 \| 7 5 \| 4 6 \| \| \| \| \| \| \| \| \| \| \| \| \| \| \| \| \| \| \| \| \| \| \| \| \| \| \| \| \| \| \| \| \| \| \| \| \| \| \| \| \| \| |         |                                                          |      |           |     |  |
| |         |                                                          | 1.   | 2.        | 3.  |  |
| 1. |         | Oscar Otte Marc-Andrea Hüsler                            | 6 2  | 2 6       | 4 6 |  |
| 2. |         | Alexander Zverev Stan Wawrinka                           | 6 4  | 6 1       |     |  |
| 3. |         | Andreas Mies / Tim Pütz Dominic Stricker / Stan Wawrinka | 63 7 | 6 3       | 6 4 |  |
| 4. |         | Alexander Zverev Marc-Andrea Hüsler                      | 2 6  | 64 7      |     |  |
| 5. |         | Daniel Altmaier Stan Wawrinka                            | 3 6  | 7 5       | 4 6 |  |
| |         |                                                          |      |           |     |  |
| |         |                                                          |      |           |     |  |
| |         |                                                          |      |           |     |  |
| |         |                                                          |      |           |     |  |
| |         |                                                          |      |           |     |  |

### Kolumbie vs. Velká Británie
| | Kolumbie | 1 :                                                          | 3   | Velká Británie |     |            |
| --- | -------- | ------------------------------------------------------------ | --- | -------------- | --- | ---------- |
| Pueblo Viejo Country Club, Cota, Kolumbie 3.–4. února 2023 antuka (hala) |          |                                                              |     |                |     |            |
| \| \| \| \| 1. \| 2. \| 3. \| \| \| -- \| \| ------------------------------------------------------------ \| --- \| --- \| --- \| ---------- \| \| 1. \| \| Nicolás Mejía Dan Evans \| 6 2 \| 2 6 \| 6 4 \| \| \| 2. \| \| Nicolás Barrientos Cameron Norrie \| 2 6 \| 5 7 \| \| \| \| 3. \| \| Juan Sebastián Cabal / Robert Farah Dan Evans / Neal Skupski \| 4 6 \| 4 6 \| \| \| \| 4. \| \| Nicolás Mejía Cameron Norrie \| 4 6 \| 4 6 \| \| \| \| 5. \| \| Nicolás Barrientos Dan Evans \| \| \| \| nehrálo se \| \| \| \| \| \| \| \| \| \| \| \| \| \| \| \| \| \| \| \| \| \| \| \| \| \| \| \| \| \| \| \| \| \| \| \| \| \| \| \| \| |          |                                                              |     |                |     |            |
| |          |                                                              | 1.  | 2.             | 3.  |            |
| 1. |          | Nicolás Mejía Dan Evans                                      | 6 2 | 2 6            | 6 4 |            |
| 2. |          | Nicolás Barrientos Cameron Norrie                            | 2 6 | 5 7            |     |            |
| 3. |          | Juan Sebastián Cabal / Robert Farah Dan Evans / Neal Skupski | 4 6 | 4 6            |     |            |
| 4. |          | Nicolás Mejía Cameron Norrie                                 | 4 6 | 4 6            |     |            |
| 5. |          | Nicolás Barrientos Dan Evans                                 |     |                |     | nehrálo se |
| |          |                                                              |     |                |     |            |
| |          |                                                              |     |                |     |            |
| |          |                                                              |     |                |     |            |
| |          |                                                              |     |                |     |            |
| |          |                                                              |     |                |     |            |

### Norsko vs. Srbsko
| | Norsko | 0 :                                                                | 4   | Srbsko |          |            |
| --- | ------ | ------------------------------------------------------------------ | --- | ------ | -------- | ---------- |
| Oslo Tennisarena, Oslo, Norsko 3.–4. února 2023 tvrdý (hala) |        |                                                                    |     |        |          |            |
| \| \| \| \| 1. \| 2. \| 3. \| \| \| -- \| \| ------------------------------------------------------------------ \| --- \| ---- \| -------- \| ---------- \| \| 1. \| \| Andreja Petrovic Miomir Kecmanović \| 1 6 \| 3 6 \| \| \| \| 2. \| \| Viktor Durasovic Laslo Djere \| 3 6 \| 6 4 \| 68 710 \| \| \| 3. \| \| Viktor Durasovic / Herman Høyeraal Nikola Ćaćić / Filip Krajinović \| 4 6 \| 6 3 \| 3 6 \| \| \| 4. \| \| Viktor Durasovic Hamad Medjedović \| 4 6 \| 7 64 \| [4] [10] \| \| \| 5. \| \| Andreja Petrovic Laslo Djere \| \| \| \| nehrálo se \| \| \| \| \| \| \| \| \| \| \| \| \| \| \| \| \| \| \| \| \| \| \| \| \| \| \| \| \| \| \| \| \| \| \| \| \| \| \| \| \| |        |                                                                    |     |        |          |            |
| |        |                                                                    | 1.  | 2.     | 3.       |            |
| 1. |        | Andreja Petrovic Miomir Kecmanović                                 | 1 6 | 3 6    |          |            |
| 2. |        | Viktor Durasovic Laslo Djere                                       | 3 6 | 6 4    | 68 710   |            |
| 3. |        | Viktor Durasovic / Herman Høyeraal Nikola Ćaćić / Filip Krajinović | 4 6 | 6 3    | 3 6      |            |
| 4. |        | Viktor Durasovic Hamad Medjedović                                  | 4 6 | 7 64   | [4] [10] |            |
| 5. |        | Andreja Petrovic Laslo Djere                                       |     |        |          | nehrálo se |
| |        |                                                                    |     |        |          |            |
| |        |                                                                    |     |        |          |            |
| |        |                                                                    |     |        |          |            |
| |        |                                                                    |     |        |          |            |
| |        |                                                                    |     |        |          |            |

### Chile vs. Kazachstán
| | Chile | 3 :                                                                         | 1   | Kazachstán |     |            |
| --- | ----- | --------------------------------------------------------------------------- | --- | ---------- | --- | ---------- |
| Campus Trentino, La Serena, Chile 4.–5. února 2023 antuka |       |                                                                             |     |            |     |            |
| \| \| \| \| 1. \| 2. \| 3. \| \| \| -- \| \| --------------------------------------------------------------------------- \| --- \| --- \| --- \| ---------- \| \| 1. \| \| Cristian Garín Timofej Skatov \| 1 6 \| 3 6 \| \| \| \| 2. \| \| Nicolás Jarry Alexandr Bublik \| 6 2 \| 6 2 \| \| \| \| 3. \| \| Tomás Barrios Vera / Alejandro Tabilo Andrej Golubjev / Oleksandr Nedověsov \| 6 4 \| 7 5 \| \| \| \| 4. \| \| Cristian Garín Alexandr Bublik \| 6 4 \| 3 6 \| 6 3 \| \| \| 5. \| \| Nicolás Jarry Timofej Skatov \| \| \| \| nehrálo se \| \| \| \| \| \| \| \| \| \| \| \| \| \| \| \| \| \| \| \| \| \| \| \| \| \| \| \| \| \| \| \| \| \| \| \| \| \| \| \| \| |       |                                                                             |     |            |     |            |
| |       |                                                                             | 1.  | 2.         | 3.  |            |
| 1. |       | Cristian Garín Timofej Skatov                                               | 1 6 | 3 6        |     |            |
| 2. |       | Nicolás Jarry Alexandr Bublik                                               | 6 2 | 6 2        |     |            |
| 3. |       | Tomás Barrios Vera / Alejandro Tabilo Andrej Golubjev / Oleksandr Nedověsov | 6 4 | 7 5        |     |            |
| 4. |       | Cristian Garín Alexandr Bublik                                              | 6 4 | 3 6        | 6 3 |            |
| 5. |       | Nicolás Jarry Timofej Skatov                                                |     |            |     | nehrálo se |
| |       |                                                                             |     |            |     |            |
| |       |                                                                             |     |            |     |            |
| |       |                                                                             |     |            |     |            |
| |       |                                                                             |     |            |     |            |
| |       |                                                                             |     |            |     |            |

### Jižní Korea vs. Belgie
| | Jižní Korea | 3 :                                                     | 2    | Belgie |      |  |
| --- | ----------- | ------------------------------------------------------- | ---- | ------ | ---- |  |
| Olympijské tenisové centrum, Soul, Jižní Korea 4.–5. února 2023 tvrdý (hala) |             |                                                         |      |        |      |  |
| \| \| \| \| 1. \| 2. \| 3. \| \| \| -- \| \| ------------------------------------------------------- \| ---- \| ---- \| ---- \| \| \| 1. \| \| Kwon Sun-u Zizou Bergs \| 6 1 \| 4 6 \| 6 78 \| \| \| 2. \| \| Hong Song-čan David Goffin \| 4 6 \| 2 6 \| \| \| \| 3. \| \| Nam Či-song / Song Min-kju Sander Gillé / Joran Vliegen \| 7 63 \| 7 65 \| \| \| \| 4. \| \| Kwon Sun-u David Goffin \| 3 6 \| 6 1 \| 6 3 \| \| \| 5. \| \| Hong Song-čan Zizou Bergs \| 6 3 \| 7 64 \| \| \| \| \| \| \| \| \| \| \| \| \| \| \| \| \| \| \| \| \| \| \| \| \| \| \| \| \| \| \| \| \| \| \| \| \| \| \| \| \| \| \| |             |                                                         |      |        |      |  |
| |             |                                                         | 1.   | 2.     | 3.   |  |
| 1. |             | Kwon Sun-u Zizou Bergs                                  | 6 1  | 4 6    | 6 78 |  |
| 2. |             | Hong Song-čan David Goffin                              | 4 6  | 2 6    |      |  |
| 3. |             | Nam Či-song / Song Min-kju Sander Gillé / Joran Vliegen | 7 63 | 7 65   |      |  |
| 4. |             | Kwon Sun-u David Goffin                                 | 3 6  | 6 1    | 6 3  |  |
| 5. |             | Hong Song-čan Zizou Bergs                               | 6 3  | 7 64   |      |  |
| |             |                                                         |      |        |      |  |
| |             |                                                         |      |        |      |  |
| |             |                                                         |      |        |      |  |
| |             |                                                         |      |        |      |  |
| |             |                                                         |      |        |      |  |

### Švédsko vs. Bosna a Hercegovina
| | Švédsko | 3 :                                                       | 1   | Bosna a Hercegovina |     |            |
| --- | ------- | --------------------------------------------------------- | --- | ------------------- | --- | ---------- |
| Royal Tennis Hall, Stockholm, Švédsko 3.–4. února 2023 tvrdý (hala) |         |                                                           |     |                     |     |            |
| \| \| \| \| 1. \| 2. \| 3. \| \| \| -- \| \| --------------------------------------------------------- \| --- \| --- \| --- \| ---------- \| \| 1. \| \| Mikael Ymer Mirza Bašić \| 6 4 \| 7 5 \| \| \| \| 2. \| \| Elias Ymer Damir Džumhur \| 6 1 \| 6 4 \| \| \| \| 3. \| \| André Göransson / Elias Ymer Mirza Bašić / Tomislav Brkić \| 4 6 \| 2 6 \| \| \| \| 4. \| \| Mikael Ymer Damir Džumhur \| 6 1 \| 1 6 \| 6 3 \| \| \| 5. \| \| Elias Ymer Mirza Bašić \| \| \| \| nehrálo se \| \| \| \| \| \| \| \| \| \| \| \| \| \| \| \| \| \| \| \| \| \| \| \| \| \| \| \| \| \| \| \| \| \| \| \| \| \| \| \| \| |         |                                                           |     |                     |     |            |
| |         |                                                           | 1.  | 2.                  | 3.  |            |
| 1. |         | Mikael Ymer Mirza Bašić                                   | 6 4 | 7 5                 |     |            |
| 2. |         | Elias Ymer Damir Džumhur                                  | 6 1 | 6 4                 |     |            |
| 3. |         | André Göransson / Elias Ymer Mirza Bašić / Tomislav Brkić | 4 6 | 2 6                 |     |            |
| 4. |         | Mikael Ymer Damir Džumhur                                 | 6 1 | 1 6                 | 6 3 |            |
| 5. |         | Elias Ymer Mirza Bašić                                    |     |                     |     | nehrálo se |
| |         |                                                           |     |                     |     |            |
| |         |                                                           |     |                     |     |            |
| |         |                                                           |     |                     |     |            |
| |         |                                                           |     |                     |     |            |
| |         |                                                           |     |                     |     |            |

### Nizozemsko vs. Slovensko
| | Nizozemsko | 4 :                                                         | 0     | Slovensko |     |            |
| --- | ---------- | ----------------------------------------------------------- | ----- | --------- | --- | ---------- |
| MartiniPlaza, Groningen, Nizozemsko 4.–5. února 2023 tvrdý (hala) |            |                                                             |       |           |     |            |
| \| \| \| \| 1. \| 2. \| 3. \| \| \| -- \| \| ----------------------------------------------------------- \| ----- \| --- \| --- \| ---------- \| \| 1. \| \| Tallon Griekspoor Lukáš Klein \| 78 66 \| 2 6 \| 6 4 \| \| \| 2. \| \| Tim van Rijthoven Alex Molčan \| 78 66 \| 5 7 \| 6 3 \| \| \| 3. \| \| Wesley Koolhof / Matwé Middelkoop Lukáš Klein / Alex Molčan \| 6 3 \| 6 3 \| \| \| \| 4. \| \| Matwé Middelkoop Jozef Kovalík \| 6 4 \| 6 4 \| \| \| \| 5. \| \| Tim van Rijthoven Lukáš Klein \| \| \| \| nehrálo se \| \| \| \| \| \| \| \| \| \| \| \| \| \| \| \| \| \| \| \| \| \| \| \| \| \| \| \| \| \| \| \| \| \| \| \| \| \| \| \| \| |            |                                                             |       |           |     |            |
| |            |                                                             | 1.    | 2.        | 3.  |            |
| 1. |            | Tallon Griekspoor Lukáš Klein                               | 78 66 | 2 6       | 6 4 |            |
| 2. |            | Tim van Rijthoven Alex Molčan                               | 78 66 | 5 7       | 6 3 |            |
| 3. |            | Wesley Koolhof / Matwé Middelkoop Lukáš Klein / Alex Molčan | 6 3   | 6 3       |     |            |
| 4. |            | Matwé Middelkoop Jozef Kovalík                              | 6 4   | 6 4       |     |            |
| 5. |            | Tim van Rijthoven Lukáš Klein                               |       |           |     | nehrálo se |
| |            |                                                             |       |           |     |            |
| |            |                                                             |       |           |     |            |
| |            |                                                             |       |           |     |            |
| |            |                                                             |       |           |     |            |
| |            |                                                             |       |           |     |            |

### Finsko vs. Argentina
| | Finsko | 3 :                                                                 | 1    | Argentina |      |            |
| --- | ------ | ------------------------------------------------------------------- | ---- | --------- | ---- | ---------- |
| Espoo Metro Areena, Espoo, Finsko 4.–5. února 2023 tvrdý (hala) |        |                                                                     |      |           |      |            |
| \| \| \| \| 1. \| 2. \| 3. \| \| \| -- \| \| ------------------------------------------------------------------- \| ---- \| --- \| ---- \| ---------- \| \| 1. \| \| Emil Ruusuvuori Pedro Cachín \| 7 5 \| 6 3 \| \| \| \| 2. \| \| Otto Virtanen Francisco Cerúndolo \| 3 6 \| 6 3 \| 63 7 \| \| \| 3. \| \| Harri Heliövaara / Emil Ruusuvuori Máximo González / Andrés Molteni \| 7 65 \| 4 6 \| 6 4 \| \| \| 4. \| \| Emil Ruusuvuori Facundo Bagnis \| 7 5 \| 6 1 \| \| \| \| 5. \| \| Otto Virtanen Pedro Cachín \| \| \| \| nehrálo se \| \| \| \| \| \| \| \| \| \| \| \| \| \| \| \| \| \| \| \| \| \| \| \| \| \| \| \| \| \| \| \| \| \| \| \| \| \| \| \| \| |        |                                                                     |      |           |      |            |
| |        |                                                                     | 1.   | 2.        | 3.   |            |
| 1. |        | Emil Ruusuvuori Pedro Cachín                                        | 7 5  | 6 3       |      |            |
| 2. |        | Otto Virtanen Francisco Cerúndolo                                   | 3 6  | 6 3       | 63 7 |            |
| 3. |        | Harri Heliövaara / Emil Ruusuvuori Máximo González / Andrés Molteni | 7 65 | 4 6       | 6 4  |            |
| 4. |        | Emil Ruusuvuori Facundo Bagnis                                      | 7 5  | 6 1       |      |            |
| 5. |        | Otto Virtanen Pedro Cachín                                          |      |           |      | nehrálo se |
| |        |                                                                     |      |           |      |            |
| |        |                                                                     |      |           |      |            |
| |        |                                                                     |      |           |      |            |
| |        |                                                                     |      |           |      |            |
| |        |                                                                     |      |           |      |            |

### Portugalsko vs. Česko
| | Portugalsko | 1 :                                                         | 3    | Česko |     |            |
| --- | --- | ----------------------------------------------------------- | ---- | ----- | --- | ---------- |
| Complexo Municipal de Ténis, Maia, Portugalsko 4.–5. února 2023 antuka (hala) | |                                                             |      |       |     |            |
| \| \| \| \| 1. \| 2. \| 3. \| \| \| ----------- \| ---------------------------------------------------------------------------------------------------------------------------------------------------------------------------------------------------------------------------------------------- \| ----------------------------------------------------------- \| ---- \| ---- \| --- \| ---------- \| \| 1. \| \| Nuno Borges Jiří Lehečka \| 4 6 \| 4 6 \| \| \| \| 2. \| \| João Sousa Tomáš Macháč \| 6 78 \| 6 3 \| 2 6 \| \| \| 3. \| \| Nuno Borges / Francisco Cabral Tomáš Macháč / Adam Pavlásek \| 7 5 \| 7 64 \| \| \| \| 4. \| \| João Sousa Jiří Lehečka \| 4 6 \| 1 6 \| \| \| \| 5. \| \| Nuno Borges Tomáš Macháč \| \| \| \| nehrálo se \| \| Nominace \| \| \| \| \| \| \| \| \| Portugalsko: João Sousa, Nuno Borges, Frederico Ferreira Silva, Gastão Elias, Francisco Cabral, nehrající kapitán Rui Machado \| \| \| \| \| \| \| \| Česko: Jiří Lehečka, Tomáš Macháč, Vít Kopřiva, Jakub Menšík, Adam Pavlásek, nehrající kapitán Jaroslav Navrátil \| \| \| \| \| \| \| Podrobnosti \| \| \| \| \| \| \| \| \| Československo porazilo Portugalsko dvakrát v evropské zóně. Poprvé 5:0 na zápasy v úvodním lisabonském kole 1955 a stejným výsledkem ve čtvrtfinále 1971 na pražské antuce. Samostatné Česko se v Maie střetlo s portugalským výběrem poprvé. \| \| \| \| \| \| | |                                                             |      |       |     |            |
| | |                                                             | 1.   | 2.    | 3.  |            |
| 1. | | Nuno Borges Jiří Lehečka                                    | 4 6  | 4 6   |     |            |
| 2. | | João Sousa Tomáš Macháč                                     | 6 78 | 6 3   | 2 6 |            |
| 3. | | Nuno Borges / Francisco Cabral Tomáš Macháč / Adam Pavlásek | 7 5  | 7 64  |     |            |
| 4. | | João Sousa Jiří Lehečka                                     | 4 6  | 1 6   |     |            |
| 5. | | Nuno Borges Tomáš Macháč                                    |      |       |     | nehrálo se |
| Nominace | |                                                             |      |       |     |            |
| | Portugalsko: João Sousa, Nuno Borges, Frederico Ferreira Silva, Gastão Elias, Francisco Cabral, nehrající kapitán Rui Machado |                                                             |      |       |     |            |
| | Česko: Jiří Lehečka, Tomáš Macháč, Vít Kopřiva, Jakub Menšík, Adam Pavlásek, nehrající kapitán Jaroslav Navrátil |                                                             |      |       |     |            |
| Podrobnosti | |                                                             |      |       |     |            |
| | Československo porazilo Portugalsko dvakrát v evropské zóně. Poprvé 5:0 na zápasy v úvodním lisabonském kole 1955 a stejným výsledkem ve čtvrtfinále 1971 na pražské antuce. Samostatné Česko se v Maie střetlo s portugalským výběrem poprvé. |                                                             |      |       |     |            |